# Carnage (film)
Carnage is een Frans-Duits-Poolse filmkomedie uit 2011 onder regie van Roman Polański. Het verhaal hiervan is gebaseerd op dat uit het toneelstuk God of Carnage, geschreven door Yasmina Reza. Jodie Foster en Kate Winslet werden voor hun hoofdrollen allebei genomineerd voor de Golden Globe voor beste actrice in een komedie of musical. Verschillende andere prijzen werden de film daadwerkelijk toegekend, waaronder de César voor beste aangepaste scenario.

## Verhaal
In New York treffen twee getrouwde stellen elkaar, nadat hun zoons ruzie hebben gemaakt. De zoon van Michael en Penelope is er een paar tanden bij verloren. Ze nodigen Alan en Nancy uit om de zaak samen, als redelijke volwassenen uit te praten. De discussie ontaardt alleen in een steeds grotere ruzie, waarbij er per onderwerp verschillende teams ontstaan.

## Rolverdeling
- Jodie Foster: Penelope Longstreet
- Kate Winslet: Nancy Cowan
- Christoph Waltz: Alan Cowan
- John C. Reilly: Michael Longstreet